# BKK PwC
Die Betriebskrankenkasse Pricewaterhousecoopers (kurz BKK PwC) ist eine deutsche Betriebskrankenkasse mit Sitz in Melsungen. Der 1992 gegründeten Krankenkasse gehörten im Februar 2023 etwa 27.890 Versicherte an.
Mitarbeiter der Wirtschaftsprüfungsgesellschaft Pricewaterhousecoopers sowie deren Familienangehörige (Ehegatten und Kinder, die aus der Familienversicherung ausscheiden) können Mitglied werden.
Im Januar 2023 waren 45 Mitarbeiter und drei Auszubildende bei der BKK PwC beschäftigt. Die BKK PwC gibt das Versichertenmagazin bkk:profile heraus.
Ab 1. Juli 2025 beträgt der Zusatzbeitrag 2,4 % des beitragspflichtigen Einkommens.